# Sungai Berau
Sungai Berau är ett vattendrag i Indonesien.   Det ligger i provinsen Kalimantan Timur, i den norra delen av landet, 1 500 km nordost om huvudstaden Jakarta.